# 杜坞站
杜坞站位于福建省福州市闽侯县荆溪镇永丰村，建于1959年。车站距来舟站186公里、距福州站8公里，现为四等站。客运办理旅客乘降，不办理行李包裹托运；不办理货运业务
。设轨3股，站房面积126平方米。该站是危险物资专运站，也是福州站货物的疏运站。昌福铁路亦通过本站。